# Boy Krazy
Boy Krazy war eine kurzlebige Girlgroup aus New York City, die von 1991 bis 1993 existierte. Sie gilt als One-Hit-Wonder.

## Bandgeschichte
Boy Krazy bestand zu Beginn aus den Sänger- und Tänzerinnen Kimberly Blake, Josselyne Jones, Johnna Lee Cummings, der gerade mal 14-jährigen Ruth Ann Roberts und Renée Veneziale. Die Band wurde vom britischen Produzententeam Stock Aitken Waterman zusammengestellt. Die Debütsingle That’s What Love Can Do erschien 1991, konnte sich jedoch zunächst nicht in den Charts platzieren. Kurz darauf stieg Renée Veneziale aus der Band aus.
1993 erschien ihr selbstbetiteltes Debütalbum. Zusätzlich wurde ein Video zu That’s What Love Can Do produziert. Die neu veröffentlichte Single erreichte Platz 18 der Billboard Hot 100. Eine weitere Single-Auskopplung namens Good Times With Bad Boys erreichte Platz 58. Das Album verfehlte die Charts. Für Stock Aitken Waterman sollte es sich um den letzten Hit handeln. Kurz darauf löste sich die Gruppe auf.
Während Ruth Ann Roberts unter ihrem Geburtsnamen Rue DeBona ins Fernsehgeschäft wechselte, gelang es nur Johnna Lee Cummings, im Musikgeschäft zu bleiben. Sie veröffentlichte 1996 ihr Soloalbum Pride, das jedoch nur mäßig erfolgreich war. Das Boy-Krazy-Album wurde 2010 als Special-Expanded-Edition über Rough Trade neu veröffentlicht und um unveröffentlichte Songs sowie die B-Seiten der Singles (verschiedene Remixe) ergänzt.

## Diskografie
Alben
- 1993: Boy Krazy (PolyGram)

Singles
- 1991: That’s What Love Can Do
- 1992: All You Have to Do
- 1993: Good Times With Bad Boys